# 赤堤
赤堤（あかつつみ）は、東京都世田谷区の地名。現行行政地名は赤堤一丁目から赤堤五丁目。住居表示実施済区域。

## 地理
東京都世田谷区の北部に位置し、同区北沢地域に含まれる。東で松原、南東で豪徳寺、南から西で宮坂、北西で桜上水、北で杉並区下高井戸と接する。

### 地形
比較的水はけが悪い場所があり、過去の集中豪雨時には内水氾濫により浸水被害が生じたことがある。

### 河川
- 北沢川 - 南端を流れていたが現在は暗渠化され、緑道として整備されている。山下駅から西に伸びる緑道区間は、「ユリの木公園」と呼ばれる。

### 地価
住宅地の地価は、2025年（令和7年）1月1日の公示地価によれば、赤堤2-16-3の地点で80万6000円/m2、赤堤3-9-11の地点で74万8000円/m2、赤堤5-20-6の地点で68万2000円/m2となっている。

## 歴史
旧：荏原郡赤堤村。

## 世帯数と人口
2025年（令和7年）1月1日現在（世田谷区発表）の世帯数と人口は以下の通りである。
| 丁目       | 世帯数     | 人口     |
| ---------- | ---------- | -------- |
| 赤堤一丁目 | 2,455世帯  | 4,551人  |
| 赤堤二丁目 | 2,312世帯  | 4,040人  |
| 赤堤三丁目 | 1,915世帯  | 3,763人  |
| 赤堤四丁目 | 2,350世帯  | 3,850人  |
| 赤堤五丁目 | 2,317世帯  | 3,940人  |
| 計         | 11,349世帯 | 20,144人 |

### 人口の変遷
国勢調査による人口の推移。
| 年                 | 人口   |
| ------------------ | ------ |
| 1995年（平成7年）  | 18,772 |
| 2000年（平成12年） | 19,452 |
| 2005年（平成17年） | 19,439 |
| 2010年（平成22年） | 19,132 |
| 2015年（平成27年） | 19,773 |
| 2020年（令和2年）  | 20,743 |

### 世帯数の変遷
国勢調査による世帯数の推移。
| 年                 | 世帯数 |
| ------------------ | ------ |
| 1995年（平成7年）  | 9,149  |
| 2000年（平成12年） | 10,078 |
| 2005年（平成17年） | 10,346 |
| 2010年（平成22年） | 10,154 |
| 2015年（平成27年） | 10,571 |
| 2020年（令和2年）  | 11,321 |

## 学区
区立小・中学校に通う場合、学区は以下の通りとなる（2024年8月現在）。
| 丁目       | 番地             | 小学校               | 中学校               |
| ---------- | ---------------- | -------------------- | -------------------- |
| 赤堤一丁目 | 全域             | 世田谷区立赤堤小学校 | 世田谷区立松沢中学校 |
| 赤堤二丁目 | 全域             | 世田谷区立赤堤小学校 | 世田谷区立松沢中学校 |
| 赤堤三丁目 | 1～34番 36〜37番 | 世田谷区立赤堤小学校 | 世田谷区立松沢中学校 |
| 赤堤三丁目 | 35・38番         | 世田谷区立松沢小学校 | 世田谷区立松沢中学校 |
| 赤堤四丁目 | 全域             | 世田谷区立松沢小学校 | 世田谷区立松沢中学校 |
| 赤堤五丁目 | 全域             | 世田谷区立松沢小学校 | 世田谷区立松沢中学校 |

## 交通

### 鉄道
域内に駅はないが、近隣に以下の駅がある。
- 下高井戸駅（赤堤四丁目と松原三丁目、杉並区下高井戸一丁目の境） - 京王線、東急世田谷線
- 松原駅（赤堤二、三、四丁目と松原三丁目の境） - 東急世田谷線
- 山下駅（赤堤一丁目と宮坂二丁目、豪徳寺一丁目の境） - 東急世田谷線
- 豪徳寺駅（豪徳寺一丁目） - 小田急小田原線
- 経堂駅（経堂二丁目） - 小田急小田原線

### 道路
道路は、域内を赤堤通りが東西に走っている。また、東京都道427号瀬田貫井線が豪徳寺駅から赤堤通りを経由し下高井戸駅まで通っているが、下高井戸駅付近は商店街の中の狭隘路であり、南北の連絡路の機能は果たしていない。

### 路線バス
- 渋54　渋谷駅 - 梅ヶ丘駅 - 松原[13] - 六所神社前 - 赤堤 - ユリの木公園[14] - 経堂駅入口 - 経堂駅
- 梅01　梅ヶ丘駅 - 松原[13] - 六所神社前 - 赤堤 - ユリの木公園[14] - 経堂駅入口 - 経堂駅 - 大和橋 - 赤堤小学校前 - 希望ヶ丘団地 - 千歳船橋駅
- 梅02　梅ヶ丘駅 - 松原[13] - 六所神社前 - 赤堤 - ユリの木公園[14] - 経堂駅入口 - 経堂駅
- 経01　経堂駅 - 大和橋 - 赤堤小学校前 - 希望ヶ丘団地 - 千歳船橋駅
- 経02　経堂駅 - 大和橋 - 赤堤小学校前 - 希望ヶ丘団地 - 八幡山駅

## 事業所
2021年（令和3年）現在の経済センサス調査による事業所数と従業員数は以下の通りである。
| 丁目       | 事業所数  | 従業員数 |
| ---------- | --------- | -------- |
| 赤堤一丁目 | 74事業所  | 511人    |
| 赤堤二丁目 | 92事業所  | 413人    |
| 赤堤三丁目 | 70事業所  | 525人    |
| 赤堤四丁目 | 183事業所 | 1,171人  |
| 赤堤五丁目 | 85事業所  | 600人    |
| 計         | 504事業所 | 3,220人  |

### 事業者数の変遷
経済センサスによる事業所数の推移。
| 年                 | 事業者数 |
| ------------------ | -------- |
| 2016年（平成28年） | 519      |
| 2021年（令和3年）  | 504      |

### 従業員数の変遷
経済センサスによる従業員数の推移。
| 年                 | 従業員数 |
| ------------------ | -------- |
| 2016年（平成28年） | 2,871    |
| 2021年（令和3年）  | 3,220    |

## 施設
- 世田谷区立松沢小学校
- 西福寺
- 三界寺

## 赤堤を舞台とした作品
- はぐれ刑事純情派 - 主人公・安浦吉之助刑事の自宅が赤堤6丁目に設定されている。上記の通り赤堤に6丁目は存在しない。
- ユンカース・カム・ヒア - アニメ映画版で主人公が通う小学校は赤堤小学校がモデルとされている[17]。

## その他

### 日本郵便
- 郵便番号 : 156-0044[2]（集配局 : 千歳郵便局[18]）。

## 関連文献
- 「赤堤村」『新編武蔵風土記稿』 巻ノ52荏原郡ノ14、内務省地理局、1884年6月。NDLJP:763982/57。